# Pleiocarpidia opaca
Pleiocarpidia opaca är en måreväxtart som beskrevs av Cornelis Eliza Bertus Bremekamp. Pleiocarpidia opaca ingår i släktet Pleiocarpidia och familjen måreväxter. Inga underarter finns listade i Catalogue of Life.